# Katrineholm
Katrineholm – miasto (tätort) w Szwecji, w regionie administracyjnym (län) Södermanland. Ośrodek administracyjny (centralort) gminy Katrineholm. W latach 1917–1970 Katrineholm miał administracyjny status miasta.
W 2010 r. Katrineholm liczył 21 993 mieszkańców.

## Geografia
Katrineholm jest położone w prowincji historycznej Södermanland, pomiędzy jeziorem Näsnaren od północnego zachodu a należącymi do systemu rzeki Nyköpingsån jeziorami Duveholmsjön i Djulösjön od strony południowej.

## Gospodarka
W mieście rozwinął się przemysł metalowy, maszynowy, samochodowy oraz elektrotechniczny.

## Historia
Historia Katrineholm związana jest z rozwojem kolejnictwa. W 1862 r. zbudowano linię kolejową Västra stambanan, łączącą Sztokholm z Göteborgiem, zaś 4 lata później dołączono do niej linię do Norrköping (wówczas część Östra stambanan; współcześnie Södra stambanan, Katrineholm/Järna – Malmö). Oddana do użytku stacja Katrineholm stała się punktem węzłowym. Nazwa stacji pochodzi od posiadłości Catrineholm, położonej niedaleko jeziora Näsnaren.
Katrineholm rozwinęło się jako osada kolejowa. W 1883 r. miejscowość uzyskała status municipalsamhälle. Powstały pierwsze zakłady przemysłowe. W dniu 1 stycznia 1917 r. liczącemu 6615 mieszkańców Katrineholm nadano status miasta. W 1971 r., w wyniku reformy administracyjnej, gmina miejska Katrineholm (Katrineholms stad) weszło w skład nowo utworzonej gminy Katrineholm (Katrineholms kommun).

## Transport i komunikacja
Katrineholm jest ważnym węzłem komunikacyjnym, zarówno kolejowym i drogowym. Krzyżują się tam drogi krajowe nr 52 (Riksväg 52; Kumla – Nyköping), 55 (Riksväg 55; Uppsala – Norrköping), 56 (Riksväg 56; Norrköping – Gävle) i nr 57 (Riksväg 57; Järna – Katrineholm).
Na stacji węzłowej Katrineholm łączą się linie kolejowe Västra stambanan i Södra stambanan.

## Osoby
W mieście urodziła się pisarka Carin Gerhardsen.

## Galeria

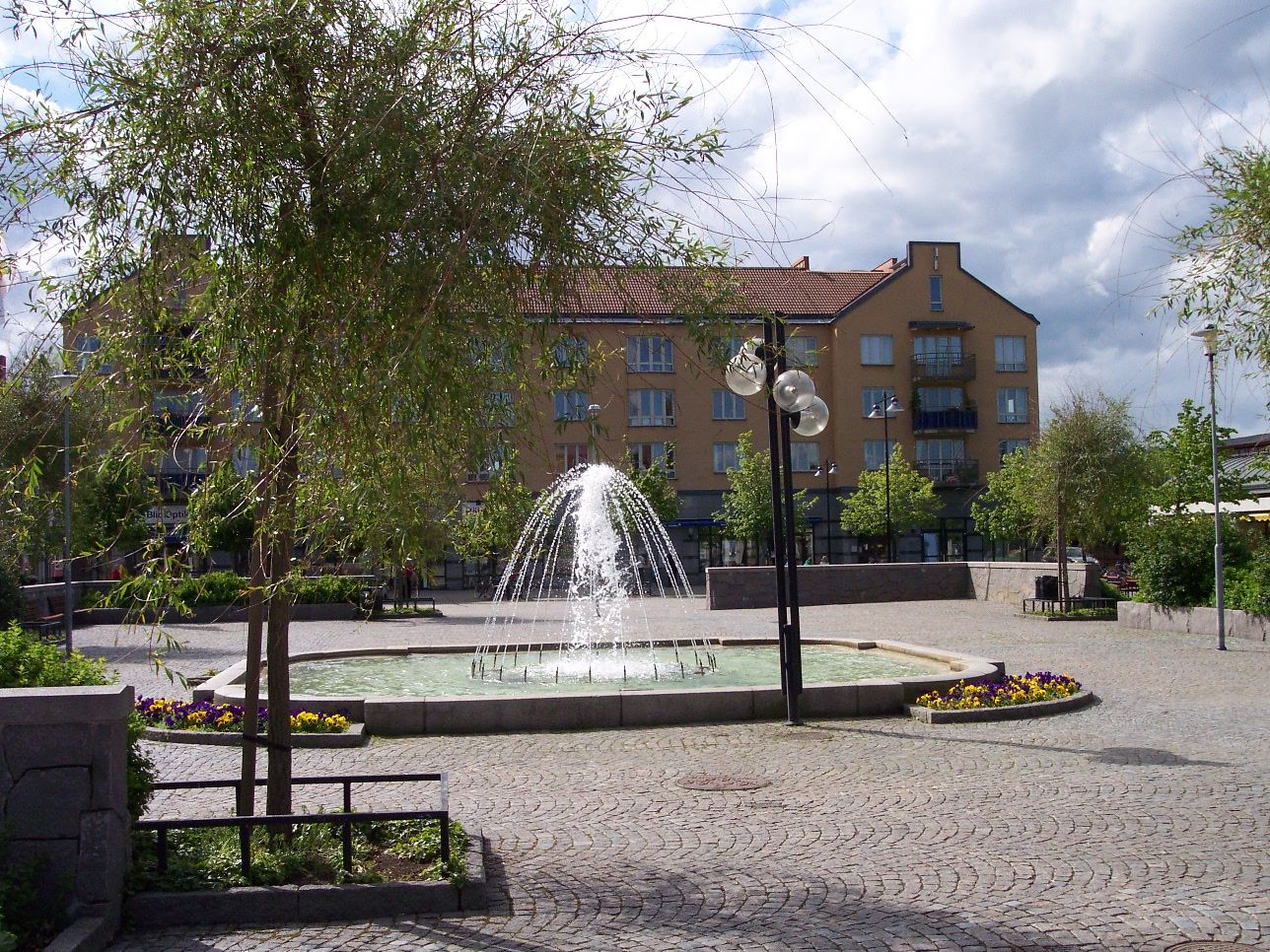
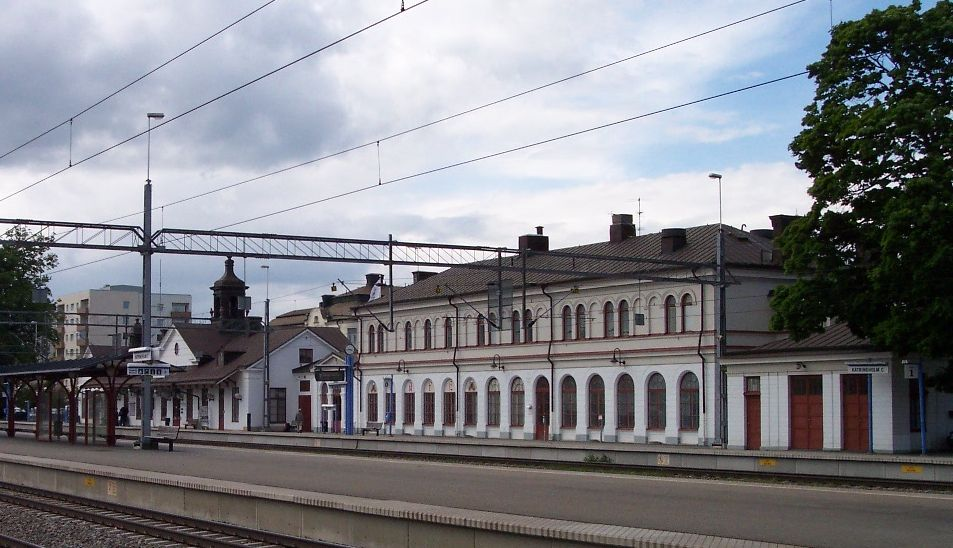
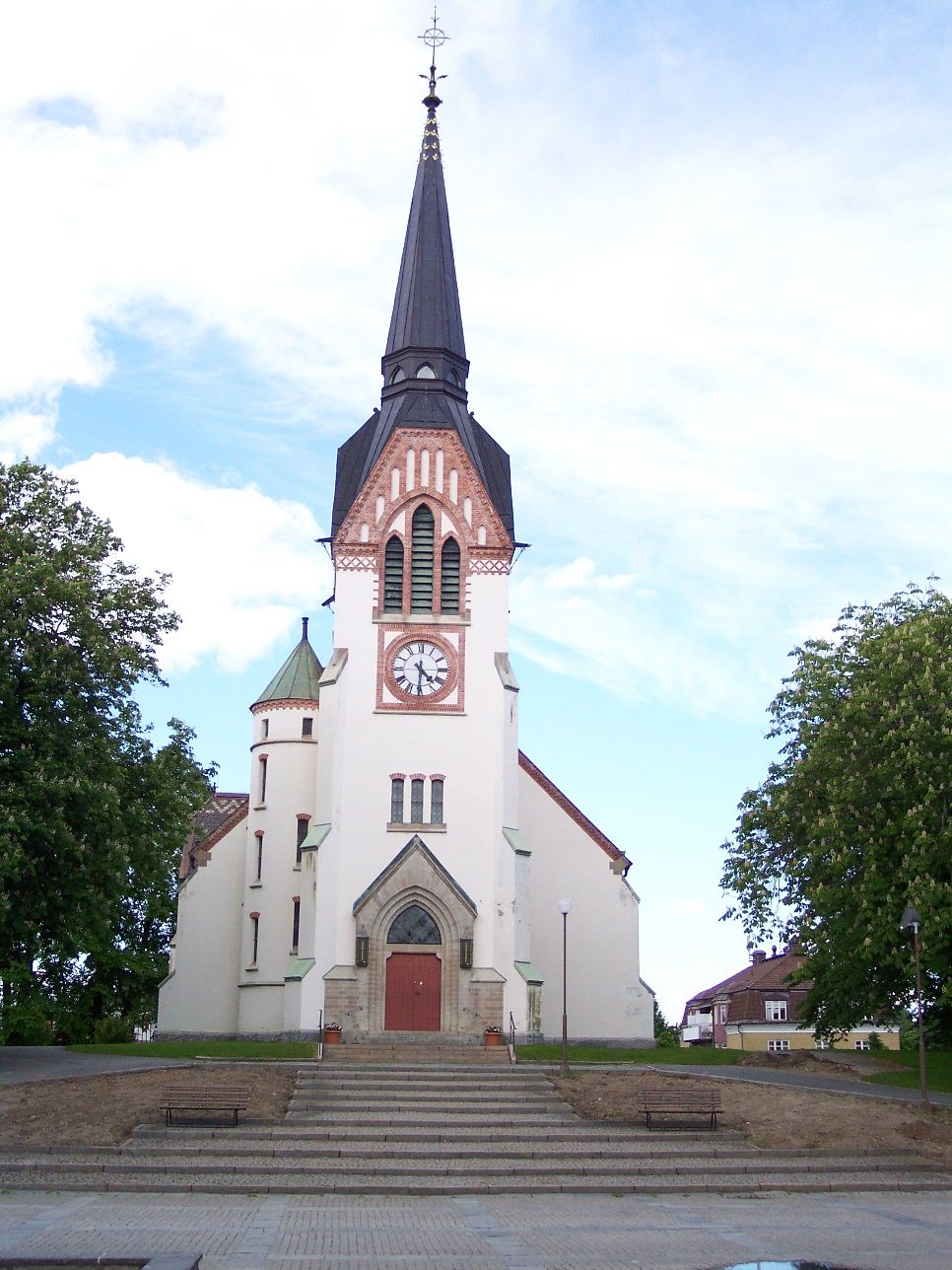
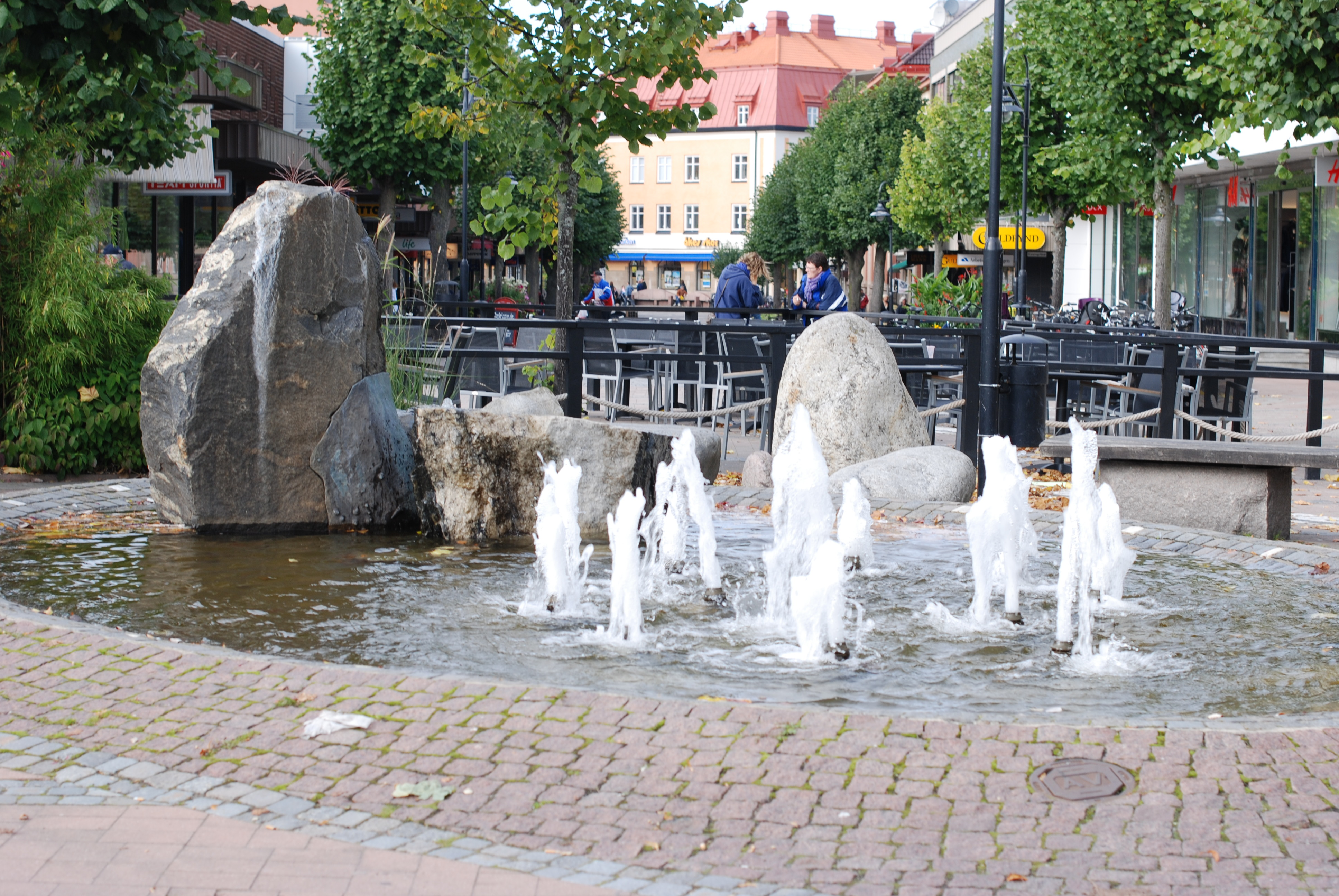